# Azeitão (São Lourenço e São Simão)
Azeitão (São Lourenço e São Simão) település Portugáliában, Setúbal kerületben, Setúbal községben, amely 2013-ban jött létre São Lourenço és São Simão települések összeolvadásával. A település területe 69,32 négyzetkilométer, lakossága 18 877 fő volt a 2011-es népszámlálási adatok alapján. A településen a népsűrűség 270 fő/négyzetkilométer. A legközelebbi városok a környéken Setúbal és Palmela.

## Településrészei
A község a következő településeket foglalja magába, melyek:
- Vila Fresca de Azeitão
- Vila Nogueira de Azeitão
- Brejos de Azeitão
- Aldeia de Irmãos
- Vendas de Azeitão

## Fordítás
Ez a szócikk részben vagy egészben  az   Azeitão (São Lourenço e São Simão) című angol Wikipédia-szócikk ezen változatának fordításán alapul.  Az eredeti cikk szerkesztőit annak laptörténete sorolja fel. Ez a jelzés csupán a megfogalmazás eredetét és a szerzői jogokat jelzi, nem szolgál a cikkben szereplő információk forrásmegjelöléseként.